# Motshane
Motshane. auch Motjane, ist ein Inkhundla (Verwaltungseinheit) im Süden der Region Hhohho in Eswatini. Das Inkhundla ist 314 km² groß und hatte 2007 gemäß Volkszählung 30.890 Einwohner.

## Geographie
Das Inkhundla liegt im Süden der Region Hhohho an der Mündung der Hauptstraße MR 3 und südlich von Ngwenya.

## Gliederung
Das Inkhundla gliedert sich in die Imiphakatsi (Häuptlingsbezirke) Kupheleni, Mpolonjeni und Nduma.